# Kościół Świętej Rodziny w Ryjewie
Kościół Świętej Rodziny – jeden z dwóch rzymskokatolickich kościołów parafialnych znajdujących się we wsi Ryjewo, w powiecie kwidzyńskim, w województwie pomorskim. Kościół należy do dekanatu Sztum diecezji elbląskiej.
Jest to świątynia neogotycka wzniesiona w latach 1908-1909. Wnętrze budowli jest trzynawowe, halowe, posiada wydzielone prostokątne prezbiterium, nakrywa je sklepienie gwiaździste, a podpierają je dwa rzędy ośmiokątnych filarów. Budynek świątyni jest trójczłonowy, nakrywają go dachy dwuspadowe, wieża jest zakończona sygnaturką w kształcie pinakla nakrytego blachą. Kościół został zbudowany jako rzymskokatolicki, w 1934 roku zostało w nim ustanowione Sanktuarium Świętej Rodziny, w 1987 roku zostało mianowane ponownie. Ma ono charakter ogólnodiecezjalny i co roku w pierwszą niedzielę wypadającą po 15 sierpnia odbywa się tutaj odpust poświęcony Świętej Rodzinie, który gromadzi pielgrzymów z okolic Ryjewa.